# ポートダグラス

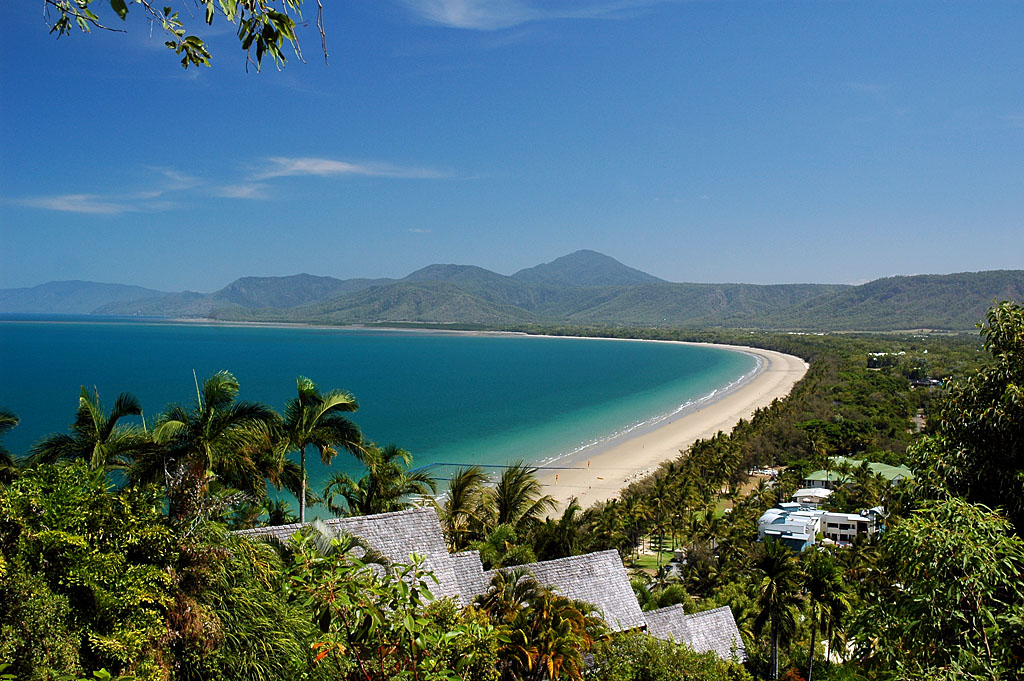
ポートダグラスにある、フォーマイル・ビーチ

ポートダグラス（英語: Port Douglas）はオーストラリア大陸北東岸、珊瑚海に面する港湾都市。クイーンズランド州ケアンズ市の北方約70kmに位置し、ダグラス・シャイア（英語: Douglas Shire）に属する。最寄りの国際空港はケアンズ国際空港がある。現在の主要産業は観光であり、観光のピーク期は５月から９月（冬季・乾期）である。

## 人口
2016年の人口調査によると、ポートダグラスの人口は3,504人、世帯数は744世帯である。人口のうち、56.6%がオーストラリア生まれであり、イギリス出身が6.3%、ニュージーランド出身が5.9%である。